# Кубок Европейской конфедерации волейбола среди женщин 2020/2021
41-й розыгрыш Кубка Европейской конфедерации волейбола (ЕКВ) среди женщин проходил с 10 ноября 2020 по 23 марта 2021 года с участием 20 клубных команд из 15 стран-членов Европейской конфедерации волейбола. Победителем турнира стала итальянская команда «Саугелла» (Монца).
Заявки на участие в розыгрыше подали 30 команд из 19 стран, но после серии отказов, связанных с ограничениями, принятыми странами Европы в связи с пандемией COVID-19, число команд, проведших в турнире хотя бы одну игру, сократилось до 20.

## Система квалификации
24 места в Кубке Европейской конфедерации волейбола 2020/2021 были распределены по рейтингу ЕКВ на сезон 2020/2021, учитывающему результаты выступлений клубных команд стран-членов ЕКВ в Кубке ЕКВ и Кубке вызова ЕКВ на протяжении трёх сезонов (2017/2018—2019/2020). Согласно ему места в розыгрыше получили клубы 14 стран:Турция, Италия, Россия (все по 1 команде, так как в основной турнир Лиги чемпионов 2021 эти страны имели возможность напрямую заявить по 3 представителя), Венгрия, Чехия, Франция, Румыния, Швейцария, Бельгия, Германия, Греция, Словения, Финляндия (все по 2 команды),Босния и Герцеговина (1 команда). От заявки отказались Греция и Босния и Герцеговина, а также один из двух представителей Бельгии. По одному вакантному месту предоставлено Сербии, Косово и Польше. Ещё одно места в розыгрыше осталось незанятым.
Также в розыгрыш Кубка включены 7 команд, не прошедших квалификацию Лиги чемпионов 2020/2021.

## Команды-участницы
Не квалифицировавшиеся в Лигу чемпионов
| Страна     | Команда                  |  |
| ---------- | ------------------------ |  |
| Венгрия    | «Вашаш-Обуда» (Будапешт) |  |
| Сербия     | ТЕНТ (Обреновац)         |  |
| Украина    | «Прометей» (Каменское)   |  |
| Украина    | «Химик» (Южное)          |  |
| Белоруссия | «Минчанка» (Минск)       |  |
| Израиль    | «Хапоэль» (Кфар-Сава)    |  |
| Хорватия   | «Младост» (Загреб)       |  |

Заявленные непосредственно в Кубок ЕКВ
| Страна    | Команда                                  |                                                           |
| --------- | ---------------------------------------- | --------------------------------------------------------- |
| Турция    | «Галатасарай» (Стамбул)                  | 4-я команда на момент остановки чемпионата Турции 2020    |
| Венгрия   | «Фатум-Ньиредьхаза» (Ньиредьхаза)        | 2-й призёр чемпионата Венгрии 2019                        |
| Венгрия   | «Светельски» (Бекешчаба)                 | 3-й призёр чемпионата Венгрии 2019                        |
| Чехия     | «Шельмы» (Брно)                          | 1-я команда на момент остановки чемпионата Чехии 2020     |
| Чехия     | «Олимп» (Прага)                          | 3-я команда на момент остановки чемпионата Чехии 2020     |
| Франция   | «Волеро Ле-Канне» (Ле-Канне)             | 3-я команда на момент остановки чемпионата Франции 2020   |
| Франция   | «Безье» (Безье)                          | 4-я команда на момент остановки чемпионата Франции 2020   |
| Россия    | «Протон» (Саратов)                       | По итогам чемпионата России 2020 (5-е место)              |
| Италия    | «Саугелла» (Монца)                       | 5-я команда на момент остановки чемпионата Италии 2020    |
| Румыния   | «Тырговиште» (Тырговиште)                | 3-й призёр чемпионата Румынии 2020                        |
| Румыния   | «Штиинца» (Бакэу)                        | По итогам чемпионата Румынии 2020 (4-е место)             |
| Швейцария | «Витеос-НУК» (Невшатель)                 | 3-я команда на момент остановки чемпионата Швейцарии 2020 |
| Швейцария | «Дюдинген» (Дюдинген)                    | 4-я команда на момент остановки чемпионата Швейцарии 2020 |
| Бельгия   | «Астерикс-Аво» (Беверен)                 | 1-я команда на момент остановки чемпионата Бельгии 2020   |
| Германия  | «Потсдам» (Потсдам)                      | 3-я команда на момент остановки чемпионата Германии 2020  |
| Германия  | «Дрезднер» (Дрезден)                     | 4-я команда на момент остановки чемпионата Германии 2020  |
| Словения  | «Нова-КБМ-Браник» (Марибор)              | 2-й призёр чемпионата Словении 2020                       |
| Словения  | «Сподня-Савиньска» (Шемпетер-при-Горици) | 3-й призёр чемпионата Словении 2020                       |
| Финляндия | «Пёлкки Куусамо» (Куусамо)               | По итогам чемпионата Финляндии 2019 (4-е место)           |
| Финляндия | «Вампула» (Гуйттинен)                    | По итогам чемпионата Финляндии 2019 (5-е место)           |
| Сербия    | «Уб» (Уб)                                | 3-й призёр чемпионата Сербии 2020                         |
| Косово    | «Дрита» (Гнилане)                        | Чемпион Косово 2020                                       |
| Польша    | «Легионовия» (Легионово)                 | По итогам чемпионата Польши 2020 (4-е место)              |

## Система проведения розыгрыша
В розыгрыше приняли участие 20 команд, из которых 6 — выбывшие из квалификационного раунда Лиги чемпионов. На всех стадиях турнира применялась система плей-офф, то есть команды делились на пары и должны были проводить между собой по два матча с разъездами. Победителем пары выходила команда, одержавшая две победы. В случае равенства побед победителем становилась команда, набравшая в рамках двухматчевой серии большее количество очков (за победу 3:0 и 3:1 даётся 3 очка, за победу 3:2 — 2 очка, за поражение 2:3 — 1, за поражение 1:3 и 0:3 очки не начисляются). Если обе команды при этом набрали одинаковое количество очков, то должен был назначаться дополнительный («золотой») сет, победивший в котором выходит в следующий раунд соревнований.
Из-за ограничений, связанных с пандемией COVID-19, двухматчевые серии были проведены только в 1/16-, 1/2-финала и в финале. В 1/8- и 1/4-финала противостояния команд в парах состояли только из одного матча.   

## 1/16 финала
10-26.11.2020
 «Светельски» (Бекешчаба) —  «Вампула» (Гуйттинен) 
Отказ «Вампулы».
 «Саугелла» (Монца) —  «Витеос-НУК» (Невшатель) 
Отказ «Витеоса-НУК».
 «Уб» —  «Штиинца» (Бакэу) 
10 ноября. 3:0 (25:16, 25:18, 25:18).
11 ноября. 3:0 (25:20, 25:6, 25:14). Оба матча прошли в Убе.
 «Дрита» (Гнилане) —  «Шельмы» (Брно)
11 ноября. 0:3 (14:25, 19:25, 18:25).
12 ноября. 0:3 (17:25, 13:25, 20:25). Оба матча прошли в Гнилане.
 «Сподня-Савиньска» (Шемпетер-при-Горици) —  «Пёлкки Куусамо» (Куусамо) 
Отказ «Пёлкки Куусамо».
 ТЕНТ (Обреновац) —  «Астерикс-Аво» (Беверен) 
12 ноября. 3:0 (25:23, 29:27, 25:23).
13 ноября. 3:1 (25:20, 23:25, 25:18, 25:17). Оба матча прошли в Обреноваце.
 «Вашаш-Обуда» (Будапешт) —  «Дюдинген» 
Отказ «Дюдингена».
 «Минчанка» (Минск) —  «Фатум-Ньиредьхаза» (Ньиредьхаза) 
Отказ «Фатума-Ньиредьхазы».
 «Младост» (Загреб) —  «Олимп» (Прага) 
11 ноября. 3:0 (25:21, 25:14, 25:15).
12 ноября. 3:1 (25:16, 23:25, 25:17, 29:27). Оба матча прошли в Загребе.
 «Прометей» (Каменское) —  «Тырговиште»
11 ноября. 1:3 (25:21, 24:26, 19:25, 16:25). Матч прошёл в Запорожье.
25 ноября. 0:3 (23:25, 23:25, 20:25).
 «Легионовия» (Легионово) —  «Безье»
18 ноября. 0:3 (27:29, 17:25, 14:25).
25 ноября. 0:3 (18:25, 23:25, 23:25).
 «Волеро Ле-Канне» (Ле-Канне) —  «Протон» (Саратов) 
Отказ «Протона».
 «Потсдам» —  «Хапоэль» (Кфар-Сава) 
25 ноября. 3:0 (25:14, 25:12, 25:14).
 «Химик» (Южное) —  «Галатасарай» (Стамбул)
12 ноября. 0:3 (17:25, 18:25, 19:25).
26 ноября. 1:3 (21:25, 25:22, 20:25, 25:27).
От участия в 1/16-финала освобождены:
 «Нова-КБМ-Браник» (Марибор)

 «Дрезднер» (Дрезден)

## 1/8 финала
8.12.2020, 26.01.2021
 «Саугелла» (Монца) —  «Светельски» (Бекешчаба)
26 января. 3:0 (25:16, 29:27, 25:22).
 «Уб» —  «Шельмы» (Брно) 
26 января. 3:2 (17:25, 25:19, 25:21, 18:25, 17:15). Матч прошёл в Монце.
 ТЕНТ (Обреновац) —  «Сподня-Савиньска» (Шемпетер-при-Горици)
8 декабря. 3:0 (25:21, 25:11, 25:17).
 «Вашаш-Обуда» (Будапешт) —  «Минчанка» (Минск) 
8 декабря. 3:2 (21:25, 19:25, 25:20, 25:22, 16:14). Матч прошёл в Обреноваце.
 «Младост» (Загреб) —  «Тырговиште»
8 декабря. 0:3 (19:25, 23:25, 18:25).
 «Безье» —  «Волеро Ле-Канне» (Ле-Канне)
Отказ «Волеро Ле-Канне».
 «Дрезднер» (Дрезден) —  «Нова-КБМ-Браник» (Марибор) 
Отказ «Нова-КБМ-Браника».
 «Галатасарай» (Стамбул) —  «Потсдам» 
Отказ «Потсдама».

## Четвертьфинал
9.12.2020, 27.01.2021
 «Саугелла» (Монца) —  «Уб»
27 января. 3:1 (18:25, 25:19, 25:14, 25:18).
 ТЕНТ (Обреновац) —  «Вашаш-Обуда» (Будапешт)
9 декабря. 3:0 (25:20, 26:24, 25:19).
 «Безье» —  «Тырговиште»
9 декабря. 3:0 (25:19, 25:18, 27:25). Матч прошёл в Загребе.
 «Галатасарай» (Стамбул) —  «Дрезднер» (Дрезден)
27 января. 3:1 (25:22, 16:25, 25:23, 25:23).

## Полуфинал
23-24.02/ 2-3.03.2021
 «Саугелла» (Монца) —  ТЕНТ (Обреновац)
24 февраля. 3:0 (25:15, 25:22, 25:12).
2 марта. 3:0 (26:24, 25:20, 25:23).
 «Безье» —  «Галатасарай» (Стамбул)
23 февраля. 3:2 (25:20, 13:25, 18:25, 25:22, 15:13).
3 марта. 0:3 (23:25, 9:25, 21:25).

## Финал

### 1-й матч
| 16 марта 2021 | \| «Саугелла» (Монца) \| 3:0 cev.eu \| «Галатасарай» (Стамбул) \| \| Эдина Бегич (6) Лаура Хейрман (14) Алессия Орро (1) Флортье Мейнерс (12) Анна Данези (11) Лизе ван Хеке (17) Беатриче Парроккьяле (либеро) Федерика Скуарчини Ханна Ортман (3) \| Голы \| Гюльдениз Онал (1) Эргюль Эроглу (5) Чагла Акын (2) Татьяна Кошелева (18) Сезен Кескек (5) Илькин Айдын (8) Гизем Карадайи (либеро) Чагла Салих Суде Хаджимустафаоглу (1) Элиф Эричек (1) Нилай Караагач (1) \| | Монца «Арена Ди Монца» |
| Счёт по партиям — 25:23, 25:15, 25:16. Время матча — 1 час 10 минут. Судьи: Седрик Греллье, Мирко Тиль.                                                                        | | |
| «Саугелла» (Монца) | 3:0 cev.eu | «Галатасарай» (Стамбул) |
| Эдина Бегич (6) Лаура Хейрман (14) Алессия Орро (1) Флортье Мейнерс (12) Анна Данези (11) Лизе ван Хеке (17) Беатриче Парроккьяле (либеро) Федерика Скуарчини Ханна Ортман (3) | Голы | Гюльдениз Онал (1) Эргюль Эроглу (5) Чагла Акын (2) Татьяна Кошелева (18) Сезен Кескек (5) Илькин Айдын (8) Гизем Карадайи (либеро) Чагла Салих Суде Хаджимустафаоглу (1) Элиф Эричек (1) Нилай Караагач (1) |

### 2-й матч
| 23 марта 2021 | \| «Галатасарай» (Стамбул) \| 0:3 cev.eu \| «Саугелла» (Монца) \| \| Хазал Селин Уйгур (4) Чагла Акын (2) Татьяна Кошелева (14) Эргюль Эроглу (2) Олеся Рыхлюк (3) Гюльдениз Онал (5) Гизем Карадайи (либеро) Дерья Джайырган (либеро) Илькин Айдын (7) Чагла Салих Суде Хаджимустафаоглу Нилай Караагач \| Голы \| Эдина Бегич (6) Лаура Хейрман (6) Алессия Орро (4) Флортье Мейнерс (9) Анна Данези (5) Лизе ван Хеке (10) Беатриче Парроккьяле (либеро) Беатриче Негретти (либеро) Жозефин Обосса (4) Джулия Карраро Федерика Скуарчини (4) Ханна Ортман (4) Анна Давыскиба (2) \| | Стамбул Волейбольный зал «Burhan Felek» 100 зрителей |
| Счёт по партиям — 17:25, 19:25, 19:25. Время матча — 1 час 07 минут. Судьи: Василиос Василиадис, Мирко Янкович. | | |
| «Галатасарай» (Стамбул) | 0:3 cev.eu | «Саугелла» (Монца) |
| Хазал Селин Уйгур (4) Чагла Акын (2) Татьяна Кошелева (14) Эргюль Эроглу (2) Олеся Рыхлюк (3) Гюльдениз Онал (5) Гизем Карадайи (либеро) Дерья Джайырган (либеро) Илькин Айдын (7) Чагла Салих Суде Хаджимустафаоглу Нилай Караагач | Голы | Эдина Бегич (6) Лаура Хейрман (6) Алессия Орро (4) Флортье Мейнерс (9) Анна Данези (5) Лизе ван Хеке (10) Беатриче Парроккьяле (либеро) Беатриче Негретти (либеро) Жозефин Обосса (4) Джулия Карраро Федерика Скуарчини (4) Ханна Ортман (4) Анна Давыскиба (2) |

### MVP
Лучшим игроком финальной серии признана связующая «Саугеллы» Алессия Орро.

## Призёры
«Саугелла» (Монца): Джулия Карраро, Федерика Скуарчини, Лаура Хейрман, Беатриче Негретти, Лизе ван Хеке, Алессия Орро, Эдина Бегич, Анна Данези, Ханна Ортман, Флортье Мейнерс, Жозефин Обосса, Анна Давыскиба, Беатриче Парроккьяле. Главный тренер — Марко Гаспари.
  «Галатасарай» (Стамбул): Илькин Айдын, Гизем Карадайи, Элиф Эричек, Эргюль Эроглу, Дерья Джайырган, Чагла Акын, Хазал Селин Уйгур, Сезен Кескек, Гюльдениз Онал, Нилай Караагач, Татьяна Кошелева, Чагла Салих, Суде Хаджимустафаоглу, Олеся Рыхлюк, Берен Йешилырмак. Главный тренер — Атаман Гюнейлигиль.